# WNBA Most Improved Player Award
Der WNBA Most Improved Player Award wird seit der Saison 2000 an eine Spielerin vergeben, die sich im Vergleich zur vergangenen Saison am meisten verbessert hat. Der Gewinner dieser Auszeichnung wird durch eine Abstimmung unter Sportjournalisten und Fernsehberichterstattern festgelegt.
| Gewinner des Most Improved Player Award |                           |                                 |
| Saison                                  | Gewinnerin                | Team                            |
| 2000                                    | Tari Phillips             | New York Liberty                |
| 2001                                    | Janeth Arcain             | Houston Comets                  |
| 2002                                    | Coco Miller               | Washington Mystics              |
| 2003                                    | Michelle Snow             | Houston Comets                  |
| 2004                                    | Wendy Palmer Kelly Miller | Connecticut Sun Charlotte Sting |
| 2005                                    | Nicole Powell             | Sacramento Monarchs             |
| 2006                                    | Erin Buescher             | Sacramento Monarchs             |
| 2007                                    | Janel McCarville          | New York Liberty                |
| 2008                                    | Ebony Hoffman             | Indiana Fever                   |
| 2009                                    | Crystal Langhorne         | Washington Mystics              |
| 2010                                    | Leilani Mitchell          | New York Liberty                |
| 2011                                    | Kia Vaughn                | New York Liberty                |
| 2012                                    | Kristi Toliver            | Los Angeles Sparks              |
| 2013                                    | Shavonte Zellous          | Indiana Fever                   |
| 2014                                    | Skylar Diggins            | Tulsa Shock                     |
| 2015                                    | Kelsey Bone               | Connecticut Sun                 |
| 2016                                    | Elizabeth Williams        | Atlanta Dream                   |
| 2017                                    | Jonquel Jones             | Connecticut Sun                 |
| 2018                                    | Natasha Howard            | Seattle Storm                   |
| 2019                                    | Leilani Mitchell          | Phoenix Mercury                 |
| 2020                                    | Betnijah Laney            | Atlanta Dream                   |
| 2021                                    | Brionna Jones             | Connecticut Sun                 |
| 2022                                    | Jackie Young              | Las Vegas Aces                  |
| 2023                                    | Satou Sabally             | Dallas Wings                    |
| 2024                                    | DiJonai Carrington        | Connecticut Sun                 |